# افروبیت
افروبیت ژانری از  موسیقی است که شامل ترکیبی از عناصر سبک‌های موسیقی آفریقای غربی مانند موسیقی فوجی و هایلایف با جاز آمریکایی و تأثیرات بعدی سول و فانک با تمرکز بر آواز خوانده شده، ریتم‌های متقاطع پیچیده و پرکاشن است. این اصطلاح در دهه ۱۹۶۰ توسط فلاکوتی، نوازنده چند سازه نیجریه ای و رهبر گروه، که مجری پیشگامی و رواج این سبک در داخل و خارج از نیجریه است، ابداع شد.
افروبیت متمایز از افروبیتز (به انگلیسی: Afrobeats) است. افروبیتز صدایی که در غرب آفریقا در قرن بیست و یکم سرچشمه می‌گیرد، صدایی که تأثیرات مختلفی می‌گیرد و ترکیبی التقاطی از ژانرهایی مانند هایلایف، هیپ هاپ، هاوس، جوجو، ndombolo، آراندبی معاصر و soca است. این دو ژانر، اگرچه اغلب با هم ترکیب می‌شوند، اما یکسان نیستند.

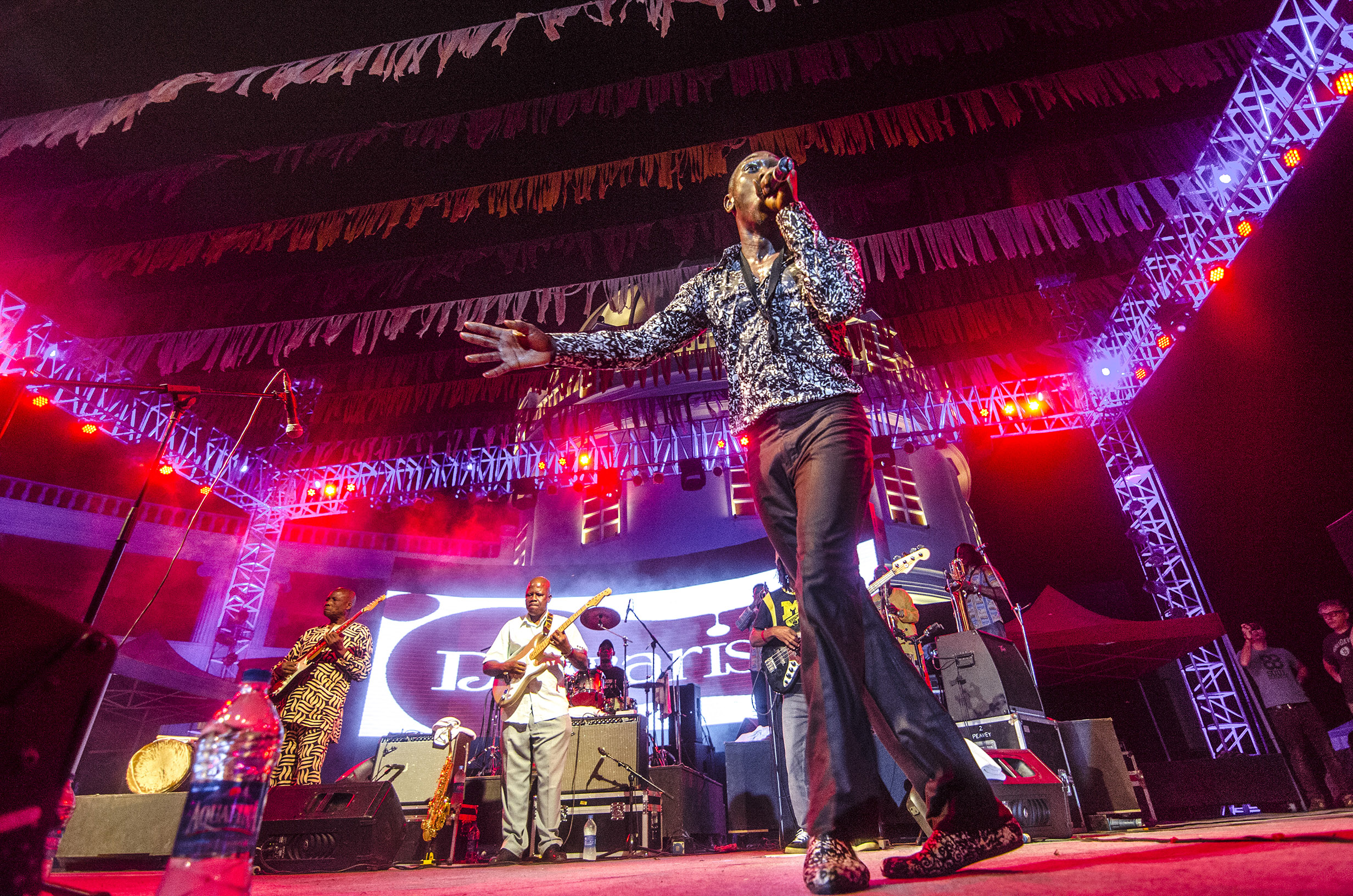
سئون کوتی در حین اجرای افروبیت

## تاریخچه
افروبیت در اواخر دهه ۱۹۶۰ به رهبری فلا کوتی ساخته شد که به همراه درامر تونی آلن، موسیقی معاصر مختلف آن زمان را تجربه کرده‌بودند.
افروبیت از هایلایف که در اوایل دهه ۱۹۲۰ در غنا شروع شد، نشأت گرفته است. در آن زمان، نوازندگان غنا تأثیرات خارجی مانند فاکس‌ترات و کالیپسو را با ریتم‌های غنائی مانند اوزیبیسابا (فانته) وارد کردند. سازهای کوبه ای یوروبا و سنت‌های آوازی نیز در آن گنجانده شد. هایلایف در طول دوره استعمار با اشراف محلی آفریقایی مرتبط بوده و توسط گروه‌های متعددی از جمله Jazz Kings , Cape Coast Sugar Babies و Accra Orchestra در امتداد سواحل کشور نواخته می‌شد. این همان موسیقی بود که فلا کوتی و تونی آلن در جوانی نواخته و گوش می‌دادند.
در اواخر دهه ۱۹۵۰، کوتی لاگوس را ترک کرد تا در مدرسه موسیقی لندن در خارج از کشور تحصیل کند و در آنجا با موسیقی جاز آشنا شد. او به لاگوس بازگشت و یک آهنگ هیبرید-جاز ساخت، که البته با موفقیت تجاری همراه نبود.
در سال ۱۹۶۹، کوتی و گروهش سفری به ایالات متحده داشتند و با ساندرا اسمیت، خواننده و پلنگ سیاه سابق آشنا شدند. ساندرا اسمیت کوتی را با بسیاری از نوشته‌های فعالانی مانند مارتین لوتر کینگ جونیور، آنجلا دیویس، جسی جکسون و بزرگترین عنصر تأثیرگذار بر او یعنی مالکوم ایکس، آشنا کرد.
از آنجایی که کوتی به سیاست آفریقایی-آمریکایی علاقه‌مند بود؛ اسمیت او را از رویدادهای جاری مطلع می‌کرد. در عوض، کوتی او را با فرهنگ آفریقایی آشنا می‌کرد. از آنجایی که کوتی در خانه اسمیت اقامت داشت و زمان زیادی را با او سپری می‌کرد، شروع به ارزیابی مجدد موسیقی خود کرد. این زمانی بود که کوتی متوجه شد که[در واقع] موسیقی آفریقایی نمی‌سازد. از آن روز به بعد، کوتی صدا و پیام پشت موسیقی خود را تغییر داد.
کوتی پس از ورود به نیجریه، نام گروه خود را نیز به «آفریقا ۷۰» تغییر داد. صدای جدید از کلابی گرفته شد که او به نام حرم آفریقا تأسیس کرد. این گروه از سال ۱۹۷۰ تا ۱۹۷۵ اقامت پنج ساله خود را در معبد آفریقا حفظ کرد در حالی که افروبیت در میان جوانان نیجریه رشد می‌کرد.
این نام تا حدی ناشی از تلاش برای تمایز موسیقی فلا کوتی از موسیقی سول هنرمندان آمریکایی مانند جیمز براون است.
در موسیقی او و لاگباجا، هارمونی‌ها و ریتم‌های بومی نیجریه وجود دارد که عناصر مختلف را می‌گیرد و آنها را ترکیب می‌کند، مدرن می‌کند و بداهه می‌پردازد. سیاست برای افروبیت ضروری است، زیرا کوتی از انتقاد اجتماعی برای هموار ساختن راه برای تغییرات اجتماعی استفاده کرد. پیام او را می‌توان تقابل‌آمیز و بحث‌برانگیز توصیف کرد، که می‌توان آن را به فضای سیاسی بیشتر کشورهای آفریقایی در دهه ۱۹۷۰ مرتبط دانست، که بسیاری از آنها با بی‌عدالتی سیاسی و فساد نظامی سر و کار داشتند و در عین حال پس از انتقال از دولت‌های استعماری به خودگردانی بازمی‌گشتند. با گسترش این ژانر در سراسر قاره آفریقا، بسیاری از گروه‌ها این سبک را انتخاب کردند. ضبط‌های این گروه‌ها و آهنگ‌های آن‌ها به ندرت شنیده می‌شد یا به خارج از کشورهای مبدأ صادر می‌شد، اما اکنون می‌توان بسیاری از آنها را در آلبوم‌های تلفیقی و سی‌دی از مغازه‌های ضبط تخصصی یافت.

## تأثیر گذاری

یک مدل نوت افروبیت

بسیاری از نوازندگان جاز از روی آیرز در دهه ۱۹۷۰ تا رندی وستون در دهه ۱۹۹۰، جذب افروبیت شده‌اند. همکاری‌هایی صورت گرفت که منجر به تولید آلبوم‌هایی مانند آفریقا: مرکز جهان توسط روی آیرز شد که در سال ۱۹۸۱ با لیبل پالیدور منتشر شد.
افروبیت همچنین عمیقاً بر تولیدکنندگان و نوازندگان مهم معاصر مانند برایان اینو و دیوید برن تأثیر گذاشته‌است که فلا کوتی را به عنوان تأثیرگذار اساسی خود می‌شناسند. این دو نوازنده بر روی آلبوم بسیار تحسین شده تاکینگ هدز در سال ۱۹۸۰ یعنی Remain in Light کار کردند که تأثیرات افروبیت چند ریتمیک جدید را وارد موسیقی غربی کرد. نسل جدید دی جی‌ها و نوازندگان دهه ۲۰۰۰ که عاشق آثار کوتی و سایر انتشارات کمیاب شده بودند ، تلفیقی و ریمیکس‌هایی از این ضبط‌ها ساخته‌اند. بنابراین این ژانر را دوباره به نسل‌های جدید شنوندگان و طرفداران افروپاپ و گروؤ معرفی کرده‌اند.
بخش هورن Antibalas در آلبوم بسیار تحسین شده Dear Science در سال ۲۰۰۸ رادیو و همچنین در آلبوم پادزهر گروه بریتانیایی فولز در سال ۲۰۰۸ مهمان نوازندگان تلویزیون بوده‌است. برخی از تأثیرات افروبیت را می‌توان در موسیقی ومپایر ویکند و پل سایمون نیز یافت. در سال ۲۰۲۰، آنتیبالاس نامزد جایزه گرمی بهترین آلبوم موسیقی شد.
در سال ۲۰۰۹، تئاتر موزیکال برادوی فلا! توسط لیبل موسیقی KFR تولید شد. این تئاتر روایت «شجاعت و تسلط باورنکردنی موسیقی» کوتی به همراه زندگی‌نامه او را به نمایش گذاشت. این نمایش ۱۱ نامزدی تونی به همراه داشت که موفق به دریافت سه جایزه برای بهترین لباس، بهترین صدا و بهترین رقص شد. فلا! به مدت ۱۵ ماه در تئاتر برادوی بود و توسط افراد سرشناسی مانند جی-زی، ویل و جیدا پینکت اسمیت تهیه شد. افراد مشهور زیادی از جمله دنزل واشینگتن، مدونا، استینگ، اسپایک لی (که هشت بار آن را دید)، کوفی عنان و میشل اوباما در این نمایش‌ها حضور داشتند. میشل ویلیامز، خواننده سابق گروه دخترانه دستینیز چایلد، برای نقش ساندرا ایزادور انتخاب شد.